# Équivalent métabolique

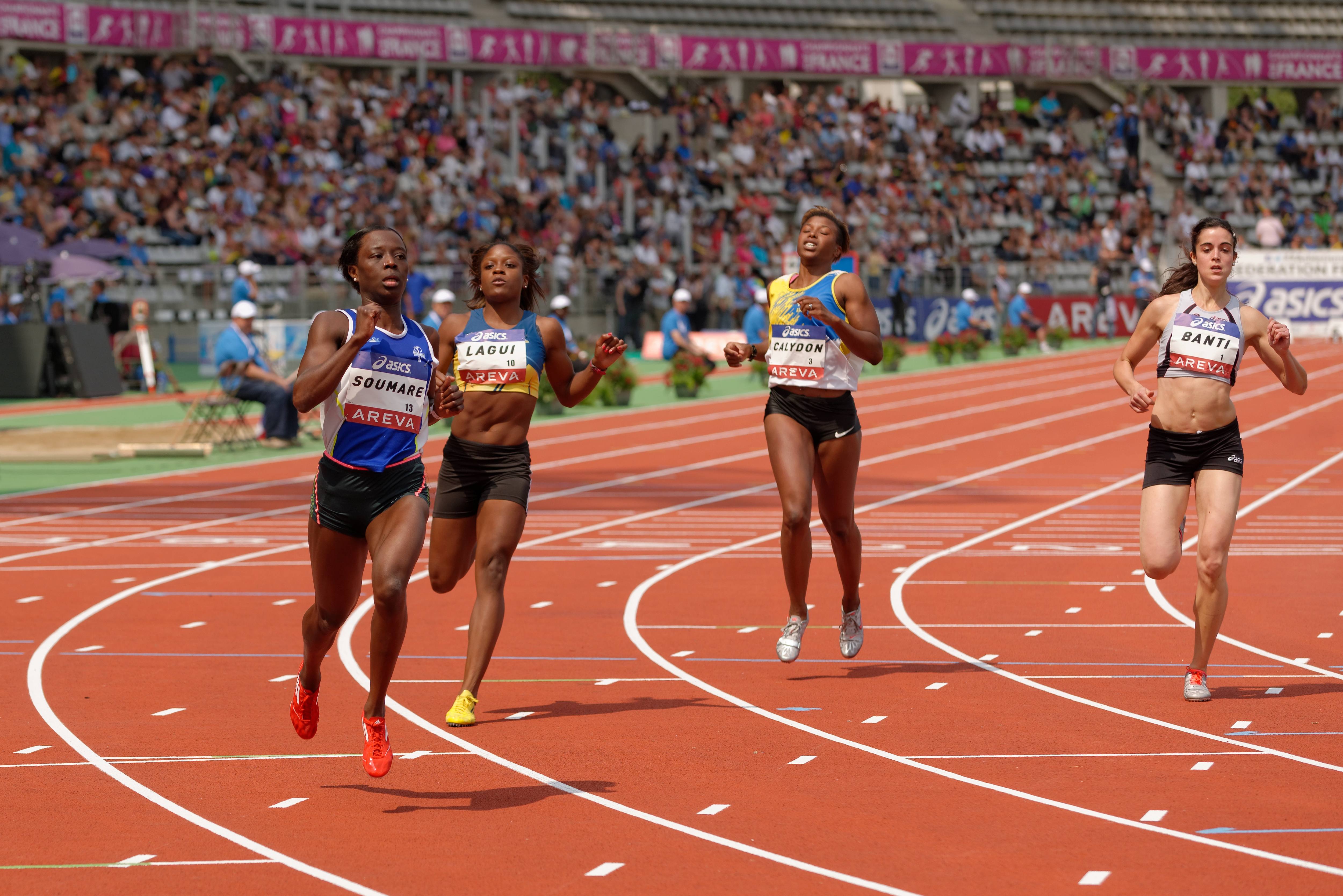
Le sprint, course à pied à plus de 22.5 km/h, est le sport individuel avec le MET le plus fort, atteignant 23.

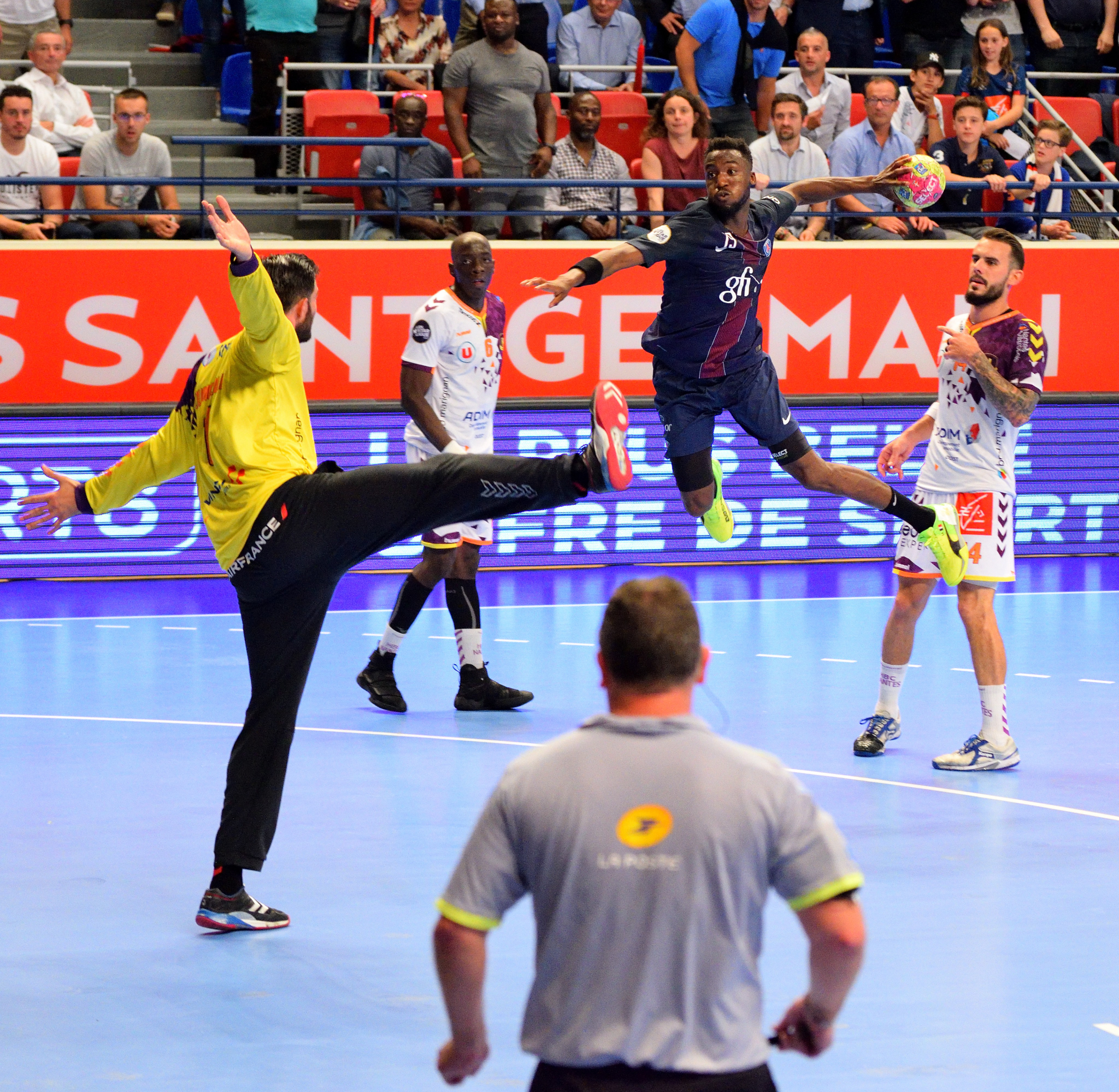
Avec un MET de 12, le handball est le sport collectif pour lequel l'intensité physique et la dépense énergétique sont les plus élevées.

L'équivalent métabolique (Metabolic Equivalent of Task, MET) est une méthode permettant de mesurer l'intensité d'une activité physique et la dépense énergétique. On définit le MET comme le rapport de l'activité sur la demande du métabolisme de base. Le MET permet de quantifier l'activité physique et de procéder à des arbitrages, notamment dans le cadre des politiques de santé publique ou encore de la pratique sportive à l'école. 
L'échelle d'équivalence métabolique va aux extrêmes de 1,0 MET (sommeil) à 23,0 MET (course en sprint à plus de 22,5 km/h). Plus l'intensité de l'activité est élevée, plus le nombre est élevé. L'unité de base de 1 MET utilisée par convention est de :
{\displaystyle {\text{1 MET}}\ \equiv \ 1{\dfrac {\text{kcal}}{{\text{kg}}\times {h}}}\ \equiv \ 4,184{\dfrac {\text{kJ}}{{\text{kg}}\times {h}}}}.
où
- kcal = kilocalorie
- kg   = kilogramme
- h    = heure
- kJ   = kilojoule
- W    = watt

Il ne faut toutefois pas confondre cette quantification moyenne, ayant pour but de permettre une comparaison, avec la valeur réelle absolue du métabolisme de base qui s'exprime en kJ/j.

## Échelle de base
Le concept MET est basé sur une approche statistique et fut créé en 1993 principalement pour réaliser des études épidémiologiques où l'on demandait aux répondants combien d'heures étaient consacrées aux diverses activités. Ce tableau a été revu et corrigé, en 2000, en 2011,, puis à nouveau en 2024.
Échelle de base de l'équivalence métabolique :
| Activité physique                                                                             | MET     |
| Activités sédentaires                                                                         | ⩽ à 1,5 |
| --------------------------------------------------------------------------------------------- | ------- |
| Dormir                                                                                        | 1,0     |
| Regarder la télévision                                                                        | 1,0     |
| Jouer à des jeux vidéos en position assise                                                    | 1,0     |
| Lire en position assise                                                                       | 1,0     |
| Pratiquer la méditation                                                                       | 1,0     |
| Travail de bureau assis, avec ou sans ordinateur                                              | 1,3     |
| Jouer à des jeux de société                                                                   | 1,3     |
| Se déplacer en voiture                                                                        | 1,3     |
| Être debout                                                                                   | 1,3     |
| Manger en position assise                                                                     | 1,5     |
| Activités physiques d’intensité légère                                                        | 1,6 à 3 |
| Dessiner ou peindre debout                                                                    | 1,8     |
| Pêche à la ligne                                                                              | 1,8     |
| Laver la vaisselle à la main                                                                  | 1,8     |
| Activité sexuelle , partenaire passif                                                         | 1,8     |
| Jouer d'un instrument de musique                                                              | 2,0     |
| Cuisiner ou préparer des repas                                                                | 2,0     |
| Se brosser les dents                                                                          | 2,0     |
| Se doucher                                                                                    | 2,0     |
| Marcher lentement, flâner                                                                     | 2,0     |
| Réaliser des étirements                                                                       | 2,3     |
| Yoga                                                                                          | 2,3     |
| S'occuper d'enfants, général                                                                  | 2,5     |
| Nettoyage général de la maison                                                                | 2,5     |
| Pilates                                                                                       | 2,8     |
| Danse de salon, lente                                                                         | 3,0     |
| Promener le chien                                                                             | 3,0     |
| Voile (nautisme)                                                                              | 3,0     |
| Surf                                                                                          | 3,0     |
| Activités physiques d’intensité modérée                                                       | 3,1 à 6 |
| Équitation, au pas                                                                            | 3,8     |
| S'occuper d'un potager                                                                        | 3,8     |
| Tennis de table / ping-pong                                                                   | 4,0     |
| Marcher pour se rendre sur son lieu de travail                                                | 4,0     |
| Volley-ball, match                                                                            | 4,0     |
| Ski alpin et snowboard                                                                        | 4,3     |
| Tondre la pelouse (tondeuse à moteur)                                                         | 4,5     |
| Golf , parcours                                                                               | 4,8     |
| Vélo à assistance électrique                                                                  | 4,9     |
| Baseball                                                                                      | 5,0     |
| Snorkeling                                                                                    | 5,0     |
| Kayak (promenade)                                                                             | 5,0     |
| Plongée bouteille                                                                             | 5,3     |
| Randonnée à travers champs et versants de collines                                            | 5,3     |
| Randonnée en raquettes à neige, effort modéré                                                 | 5,3     |
| Badminton , match                                                                             | 5,5     |
| Escalade, difficulté modérée                                                                  | 5,8     |
| Activité sexuelle, partenaire actif                                                           | 5,8     |
| Entraînement en résistance (haltérophilie, musculation, street workout, etc...)               | 6,0     |
| Activités physiques intenses                                                                  | 6,1 à 9 |
| Zumba                                                                                         | 6,5     |
| Stand up paddle                                                                               | 6,5     |
| Promenade à vélo à son rythme                                                                 | 6,8     |
| Tennis , match                                                                                | 6,8     |
| Patinage sur glace                                                                            | 7,0     |
| Vélo d'appartement                                                                            | 7,0     |
| Football , match                                                                              | 7,0     |
| Course à pied d'endurance, type jogging                                                       | 7,0     |
| Basket-ball, match                                                                            | 7,5     |
| Roller en ligne, loisir                                                                       | 7,5     |
| Danse générale, rapide                                                                        | 7,8     |
| Randonnée technique avec sac à dos                                                            | 7,8     |
| Monter des escaliers                                                                          | 8,0     |
| Hockey sur glace                                                                              | 8,0     |
| Natation, crawl                                                                               | 8,0     |
| Natation synchronisée                                                                         | 8,0     |
| Rugby , match                                                                                 | 8,3     |
| Vélo tout-terrain                                                                             | 8,5     |
| Activités physiques très intenses                                                             | > à 9   |
| Course à pied de type cross country                                                           | 9,3     |
| Natation, dos crawlé                                                                          | 9,5     |
| Water-polo, match                                                                             | 10,0    |
| Cyclisme de loisir, 22,5 km/h à 25,6 km/h, effort vigoureux                                   | 10,0    |
| Arts martiaux, en combat                                                                      | 10,3    |
| Natation, brasse                                                                              | 10,3    |
| Entraînement fractionné de haute intensité, Tabata, burpees, squats sautés, mountain climbers | 11,0    |
| Plongée libre (plongée en apnée), rythme modéré                                               | 11,8    |
| Handball, match                                                                               | 12,0    |
| Boxe, combat sur ring                                                                         | 12,3    |
| Corde à sauter, rythme rapide                                                                 | 12,3    |
| Course à pied de type marathon                                                                | 13,3    |
| Natation, papillon                                                                            | 13,8    |
| Apnée sportive, rythme intense                                                                | 15,8    |
| Cyclisme à plus de 32 km/h                                                                    | 16,8    |
| Course à pied de type sprint , >22,5 km/h                                                     | 23,0    |

Dans tous les cas, il faut toutefois ne pas oublier qu'il s'agit d'un outil basé sur des statistiques larges, établissant des moyennes et que la dépense énergétique individuelle réelle peut être différente de la valeur obtenue par cet outil.
Le MET est toutefois un outil suffisant pour les usages où on ne recherche qu'une estimation dans un but global de santé publique ou pour les loisirs, mais pour l'entrainement sportif de haut niveau ou des traitements médicaux précis, le sujet passera des tests personnels (spirométrie, test d'effort, etc.).

## Autres usages
Les MET sont également utilisés par le Fit Meter qui accompagne le jeu Wii Fit U de  Nintendo, et le compendium sert de référence pour des calculateurs de calories consommées .